# Hélène Durand (résistante)
Ne doit pas être confondu avec Hélène Durand (illustratrice).
Hélène Durand est une enseignante et résistante française, née le 12 juillet 1917 à Limoges (Haute-Vienne) et morte le 27 avril 2016 à Poitiers (Vienne),.
En tant que membre de la Résistance, elle sauva de nombreux Juifs durant la Seconde Guerre mondiale, ce qui lui valut d'être honorée du titre de Juste parmi les nations en 1978,.

## Biographie
Après avoir étudié l'allemand à Paris, elle est nommée professeur à Barbezieux puis au lycée Victor-Hugo de Poitiers en janvier 1942.
Dès les premières mesures anti-juives et notamment le port de l'étoile, elle décide avec son voisin, le professeur d'histoire, André Latreille, de former un comité composé d'enseignants catholiques. Ensemble, ils rencontrent Édouard Mesguen, alors évêque de Poitiers, pour lui réclamer une condamnation publique des mesures d'exclusion prises à l'encontre des Juifs. Leur visite restera sans effet.
Elle rencontre le rabbin Élie Bloch, chez qui elle fait la connaissance du prêtre Jean Fleury, et s'engage avec lui dans l'aide aux Juifs. Elle accueille les personnes menacées d'arrestation, prévient les autres d'une arrestation prochaine. Elle visite également des malades, transmet des messages entre les internés du camp de la route de Limoges et le rabbin Elie Bloch qui n’y a pas accès. 
Membre de la Jeunesse étudiante chrétienne, elle est en relation avec Constance de Saint-Seine et Germaine Ribière. Ensemble, elles fabriquent de faux papiers pour les familles en fuite.
De novembre 1942 jusqu'à la Libération, elle héberge deux jeunes juives rencontrées lors de ses études à Paris.
En octobre 1943, à la demande du père Fleury, elle héberge Régine Breidick, la secrétaire du rabbin Élie Bloch ainsi que des étudiantes et le doyen de la faculté des sciences.

## Sources
- Paul Lévy, Élie Bloch : Être juif sous l'Occupation, La Geste, 1999 (ISBN 978-2910919887)
- Limore Yagil, Des catholiques au secours des Juifs sous l'Occupation, Bayard Adulte, 2022 (ISBN 9782227500662)
- Alice Steinitz, Quitte ton pays..., Fayard, 1993 (ISBN 9782866791285)

## Distinctions
- Médaille de la Résistance française (décret du 11 mars 1947)[7] ;
- Juste parmi les nations (25 octobre 1978)[3].